# Kalmthout
Kalmthout (nom en néerlandais, officiel au niveau fédéral en français) parfois encore écrit Calmpthout en français,,,, est une commune de Belgique située en Région flamande, dans la Province d'Anvers.
Kalmthout héberge un musée consacré à Bob et Bobette. La ville est réputée pour son arboretum et son parc national transfrontalier ainsi que son École de peinture .

## Héraldique
|  | La commune possède des armoiries qui lui ont été octroyées le 12 juin 1911. Un sceau pour le conseil de la possession d'Essen-Kalmthout a été mentionné pour la première fois en 1402, mais le sceau le plus ancien connu date de 1442. Le sceau portait une croix, symbole de l'abbé ou de l'abbaye de Tongres à laquelle la propriété appartenait. La crosse est flanquée de deux petites figures, probablement de petites tours, une pour chacun des deux villages. Des sceaux de composition similaire ont été utilisés jusqu'au début du XIXe siècle lorsque l'aigle impérial français a remplacé l'ancienne composition. Après la chute de l'empire français, le village a adopté un sceau sans chiffres, mais avec un texte. D'abord en néerlandais plus tard en français. En 1837, un nouveau sceau fut créé, toujours en français, mais avec le lion national de la Belgique. En 1889, le texte redevint néerlandais. En 1905, le conseil communal voulait adopter des armoiries conçues sur le modèle de l'ancien sceau. Malheureusement, la tour a été agrandie à deux étages, alors que le décret royal final a ajouté un autre étage. Les armoiries ont été accordées en 1911 et sont utilisées depuis. Blasonnement : De gueules, un bâton épiscopal d'or, monté sur un pôle avec une tour de chaque côté à trois étages, fait de même, les tours non inclinées, ouvertes et illuminées, avec une coupole au dernier étage, également d'or. (Traduction libre) Source du blasonnement : Heraldy of the World. |

## Géographie

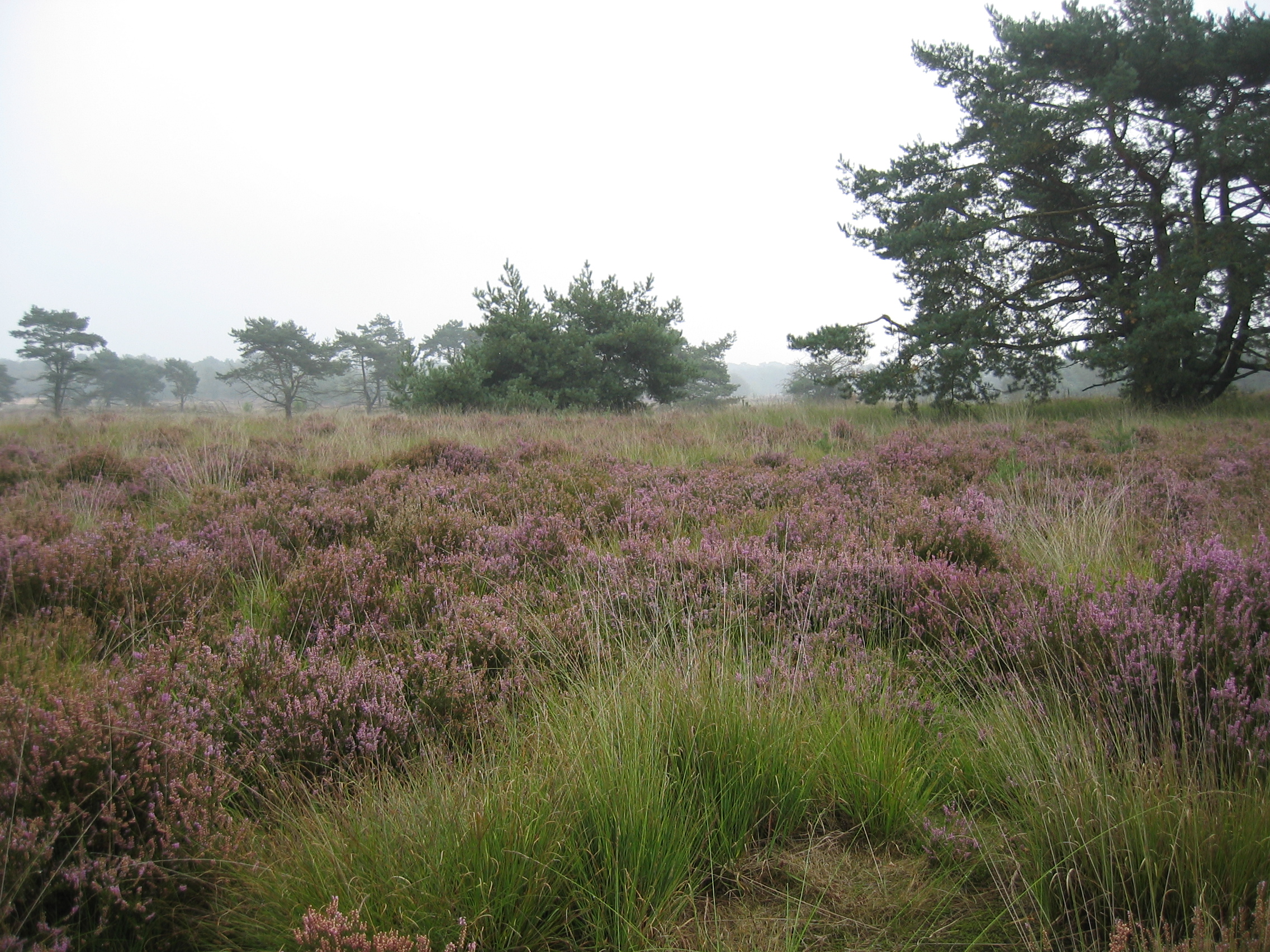
Paysage de Lande à bruyères, réserve naturelle

|                        | Essen     | Zundert (Pays-Bas) |
| Woensdrecht (Pays-Bas) | Kalmthout | Wuustwezel         |
|                        | Kapellen  |                    |

## Démographie

### Évolution démographique
Graphe de l'évolution de la population de la commune.
- Source : DGS - Remarque: 1806 jusqu'à 1981=recensement; depuis 1990=nombre d'habitants chaque 1er janvier[8]

## Histoire
Le 26 juin 1854, la Société anonyme des chemins de fer d'Anvers à Rotterdam met en service la ligne d'Anvers à Roosendael (frontière) qui traverse la commune. À cette occasion elle met en service la station de Kalmthout à laquelle vont s'ajouter deux autres arrêts établis au fil du temps sur le territoire de la commune : le 3 janvier 1897 la gare d'Heide et le 15 mai 1933 la halte de Kijkuit.
Un nouveau centre Fedasil est en projet à Kalmthout.

## Culture

### École de Kalmthout
Le village est célèbre pour son école de peinture. Créée dans les années 1860, elle rassemblait des peintres paysagistes désireux de travailler en solitaire, en plein air et d’après la nature.

### Kalmthout dans la littérature
Dans son premier recueil Myrtes et Cyprès (1877), Georges Eekhoud a chanté Kalmthout dans un poème intitulé Calmpthout, .

## Personnalités liées à la ville
- Jérôme Becker, (Kalmthout 1850 - Anvers 1912), explorateur du Congo, lieutenant d'artillerie belge, inhumé au Kiel à Anvers[14]; auteur de La 3e expédition belge au Pays Noir (1883) et La Vie en Afrique, (2 vol) Ed. Lebègue 1887.
- Hector Carier, (1884-1946), industriel, cofondateur de Petrofina.
- Victor Thonet (1885-1952), peintre belge résidant à Kalmthout, où il est mort.
- Les trois chanteuses de Laïs (Jorunn Bauweraerts, Annelies Brosens et Nathalie Delcroix) sont de Kalmthout.
- Frans Dictus (1907-1994), coureur cycliste né et mort à Kalmthout.
- Willy Vandersteen (1913-1990), auteur de bande dessinée, a vécu à Kalmthout.
- Karin Borghouts (1955-), photographe, vit et travaille à Kalmthout.
- Kato Callebaut (1991-), chanteuse, y est née.